# Игъл
Вижте пояснителната страница за други значения на Игъл.
Игъл (на английски: Eagle, изговаря се по-близко до Ийгъл) е град в окръг Ейда, щата Айдахо, САЩ. Игъл е с население от 19 254 жители (2007) и обща площ от 24 km². Намира се на 782 m надморска височина. ЗИП кодът му е 83616, а телефонният му код е 208.